# Diễn Thành
Diễn Thành là thị trấn huyện lỵ cũ của huyện Diễn Châu cũ, tỉnh Nghệ An, Việt Nam.

## Địa lý
Thị trấn Diễn Thành có vị trí địa lý:
- Phía đông giáp Biển Đông
- Phía tây giáp các xã Diễn Hoa, Diễn Phúc
- Phía nam giáp xã Diễn Thịnh
- Phía bắc giáp xã Diễn Kim và xã Ngọc Bích.

Thị trấn Diễn Thành có diện tích 7,32 km², dân số năm 2024 là 21.605 người, mật độ dân số đạt 2.951 người/km².

## Lịch sử
Ngày 22 tháng 5 năm 1969, Bộ Nội vụ ban hành Quyết định số 268-NV về việc:
- Sáp nhập thôn Yên Lãng thuộc xã Diễn Thành vào xã Diễn Ngọc.
- Sáp nhập xã Diễn Tiến vào xã Diễn Thành.

Ngày 23 tháng 2 năm 1977, Phủ Thủ tướng ban hành Quyết định số 619-VP18 về việc thành lập thị trấn Diễn Châu trên cơ sở một phần của xã Diễn Thành.
Ngày 1 tháng 12 năm 2024, Thành lập thị trấn Diễn Thành trên cơ sở nhập toàn bộ diện tích tự nhiên là 6,50 km2, quy mô dân số là 14.137 người của xã Diễn Thành và toàn bộ diện tích tự nhiên là 0,82 km2, quy mô dân số là 7.468 người của thị trấn Diễn Châu. Sau khi thành lập, thị trấn Diễn Thành có diện tích tự nhiên là 7,32 km2 và quy mô dân số là 21.605 người.
Thị trấn Diễn Thành giáp các xã Diễn Hoa, Diễn Kim, Diễn Phúc, Diễn Thịnh, Ngọc Bích và Biển Đông; 

## Kinh tế - xã hội
Thị trấn Diễn Thành có khu đô thị Hoàng Sơn.
Thị trấn Diễn Thành có các trường học trên địa bàn:
- Trường Mầm non Diễn Thành
- Trường Tiểu học Diễn Thành: Đạt chuẩn quốc Quốc gia[6]
- Trường THCS Cao Xuân Huy
- Trường THCS Diễn Thành
- Trường THPT Nguyễn Xuân Ôn: Nhân lễ kỷ niệm 70 năm thành lập trường, nhà trường vinh dự được chủ tịch nước trao tặng Huân chương Lao động hạng nhất[7]
- Trường Cao đẳng Hữu Nghị.

## Văn hóa
Thị trấn có nhà thờ Giáo xứ Xuân Phong Diễn Thành.
Nhà thờ Thám Hoa Cao Quýnh tại Xóm 7 xã Diễn Thành - Di tích lịch sử văn hóa cấp Tỉnh

Sân vận động Diễn Châu

Thị trấn Diễn Thành có 2 sân vận động:
- Sân bóng Diễn Châu là nơi tổ chức các sự kiện của huyện và thị trấn.[10]
- Sân bóng đá Việt Thành.[11]

## Du lịch
Xã có khu du lịch bãi biển Diễn Thành nằm cách trung tâm thành phố Vinh khoảng 40 km. Đây là bãi biển nổi tiếng tại huyện Diễn Châu với bãi cát trắng, sóng biển dịu êm, mang vẻ đẹp hoang sơ và vô cùng thơ mộng.

## Giao thông
Thị trấn có tuyến đường ven biển đi qua địa bàn xã với chiều dài tuyến khoảng 3,1 km.

## Danh nhân
- Đặng Đình Hiến: Tướng CAND Việt Nam.